# Flugplatz Wildberg

i7
i11
i13
Der Flugplatz Wildberg ist ein Sonderlandeplatz in Wildberg, einem Ortsteil der Gemeinde Weißensberg im Bayerischen Westallgäu. Der Flugplatzhalter ist Franz Schnell.

## Lage
Der 1955 in Betrieb genommene Flugplatz liegt etwa fünf Kilometer nordöstlich von Lindau im Landkreis Lindau (Bodensee). Die Bundesautobahn 96 verläuft direkt westlich, die Bundesstraße 12 direkt südlich des Platzes. Der Flugplatz ist über die Anschlussstelle Weißensberg der Autobahn zu erreichen.

## Flugbetrieb
Der Flugplatz hat keine geregelten Öffnungszeiten (PPR). Er ist für Segelflugzeuge,  Ultraleichtflugzeuge und Helikopter zugelassen. Piloten müssen mindestens 50 Stunden Flugerfahrung vorweisen, um den Platz benutzen zu dürfen. Der Flugplatz verfügt über eine Graspiste von 376 Meter Länge. Eine Tankmöglichkeit besteht nicht. Auf dem Flugplatzgelände befindet sich eine Gaststätte.